# 珠珠铁路
珠珠铁路原名珠嘎铁路，是中华人民共和国的一条连接通霍铁路珠斯花站和东乌珠穆沁旗珠恩嘎达布其口岸的普速铁路，全线位于中华人民共和国内蒙古自治区锡林郭勒盟境内。线路从珠斯花站引出，向西经巴音胡硕镇、道特淖尔镇、宝拉格苏木、乌里雅斯太镇，终到位于嘎达布其镇的珠恩嘎达布其站（原名嘎达布其南站），正线全长357.6公里。

## 历史
2009年5月，珠斯花至贺斯格乌拉段的65公里铁路建设工程开工，同年8月29日竣工；2010年5月，贺斯格乌拉至珠恩嘎达布其南段的231.5公里路段开工，并于同年11月8日开通运营；2014年3月1日，珠恩嘎达布其南至珠恩嘎达布其的最后61.1公里建设开工，于2014年7月12日开通，至此珠珠铁路全线开通。